# Stellaria crassipes
Espèce
Classification phylogénétique
Stellaria crassipes est une espèce de plantes herbacées de la famille des Caryophyllaceae que l'on trouve dans les régions arctiques. Ce nom est invalide d'après l'ITIS, car il serait synonyme de Stellaria longipes subsp. longipes, mais il est reconnu par le NCBI.